# Distretto di Tosoncėngėl (Hôvsgôl)
Il distretto di Tosoncėngėl è uno dei ventitré distretti (sum) in cui è suddivisa la provincia del Hôvsgôl, in Mongolia. Conta una popolazione di 4.144 abitanti (censimento 2009). 